# Brüder des Schattens – Söhne des Lichts
Brüder des Schattens – Söhne des Lichts – dziesiąty album studyjny niemieckiego zespołu krautrockowego Popol Vuh, wydany w 1978 roku nakładem wytwórni fonograficznej Brain. Muzykę z płyty wykorzystano częściowo jako podkład dźwiękowy do filmu Nosferatu wampir w reżyserii Wernera Herzoga.

## Lista utworów
Opracowano na podstawie materiału źródłowego.
Muzykę napisali Florian Fricke (A1, B1-B3) i Daniel Fichelscher (B2, B3).
Wydanie LP:
Strona A:
| Nr | Tytuł utworu                              | Długość |
| -- | ----------------------------------------- | ------- |
| 1. | „Brüder des Schattens - Söhne des Lichts” | 17:10   |
|    |                                           | 17:10   |

Strona B:
| Nr | Tytuł utworu             | Długość |
| -- | ------------------------ | ------- |
| 1. | „Höre, der du wagst”     | 5:30    |
| 2. | „Das Schloß des Irrtums” | 5:20    |
| 3. | „Die Umkehr”             | 6:10    |
|    |                          | 17:00   |

## Twórcy
Opracowano na podstawie materiału źródłowego.
Muzycy:
- Florian Fricke – fortepian
- Daniel Fichelscher – gitara elektryczna, gitara akustyczna

Dodatkowi muzycy:
- Robert Eliscu – obój
- Al Gromer – sitar
- Ted de Jong – tanpura
- chór kościelny z Monachium

Produkcja:
- Gerhard Augustin - produkcja muzyczna
- Rudolf Wohlschläger, Peter Eichenseher - inżynieria dźwięku